# フッター派

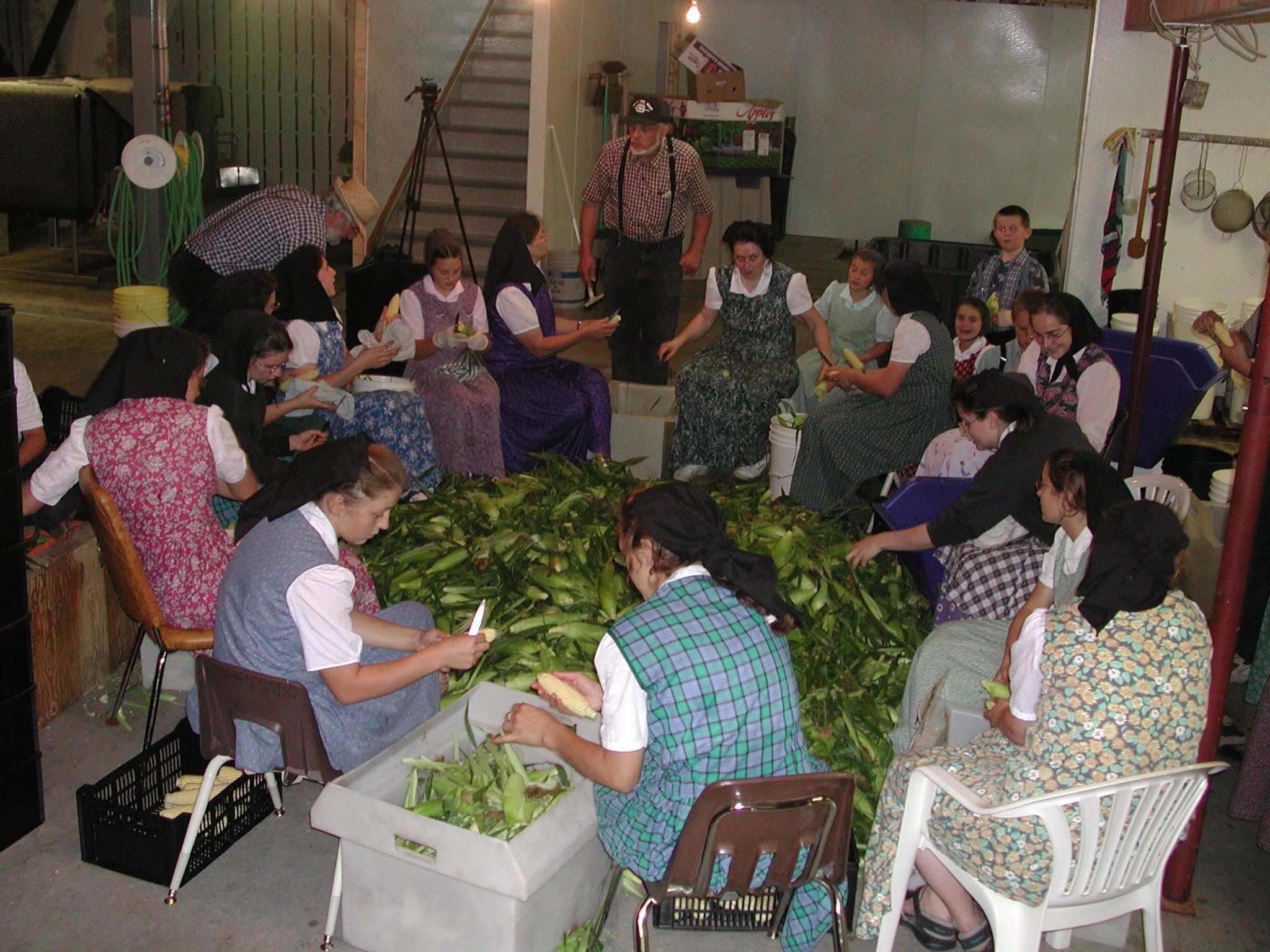
作業をするフッタライトの婦人

フッター派（英: Hutterite・ハテライト・フッタライト：Hutterian・フッタリアン）は、16世紀に生まれたキリスト教のひとつ「アナバプテスト」の流れを汲む一派。ハッターライト、ハッタライト、フッタライト、ハテライトとも表記する。

## 概要
名称は、南チロル出身の創始者で、火焙りの刑に処されたヤーコプ・フッター（en:Jacob Hutter, de: 1500年 - 1536年）に因む。
ヤーコプ・フッターは1533年からモラヴィア・アウステルリッツの再洗礼派のグループを指導し、数組の夫婦とその子ども達からなるコロニーに組織した。この組織は、財産共有など典型的な宗教的・キブツ的共同体主義に基づいていた。
19世紀後半から20世紀初頭にかけ、東方やアメリカ、カナダに移住した。この時移住したフッター派の町にはドイツ語の名前がある。1988年の時点で、北米にはコミュニティーが約260個所あり、その他の多くはカナダのアルバータ州、マニトバ州を中心に分布し、総数は約40,000人いると見込まれている。各集落では主として農業が営まれている。農業生産者としての技術力は非常に高度であり、自給自足以上に農産物を生産し、外部社会に販売している。
隔絶的な生活、信仰と固有の文化に固執し、フッター派ドイツ語（de:Hutterisch, en:Hutterite German, eo:Huterita dialekto）を固持していることは、アーミッシュのようである。文化の同化せず、投票など政治活動にも参加しない。また、基本的に離婚は認めない。また、避妊も認めていないため、人口の増加率が非常に高い。集落が大きくなると分村（Branching-out）する必要が生じる。この分村に必要な資金は農産品を外部に販売することで外部より資金を調達している。

## 略歴

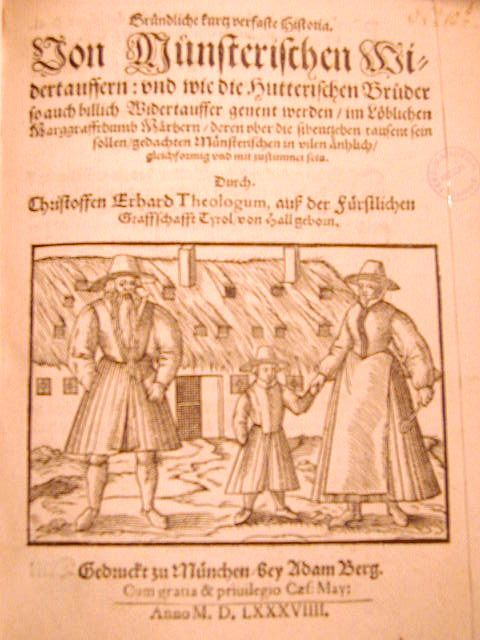
弾劾

- 16世紀半ば - モラヴィアに約2万人の信徒
- 16世紀-17世紀 - モラヴィアから追われ、スロバキア、ハンガリー、トランシルヴァニア、ワラキアなどへ移住。この時のコミュニティー; スロヴァキア・シャットマンスドルフ（Schattmannsdorf / Cseszte / Častá） , トランシルヴァニア; ブラッショー・コロジュヴァール・ナジセベン等の大都市
- 1770年 - ロシアへ移住
- 1870年 - ロシアで、若者徴兵の危機。アメリカのサウスダコタ州へ移住。
- 1910年代 -第一次世界大戦 - アメリカの徴兵制度に対し、多くの信徒が見限りをつけカナダへ移住。
- 1944年 カナダアルバータ州 ハテライト土地制限法(The land sales prohibition act)の制定。
- 1973年 アルバータ州 土地制限法の廃止。

## 日本のフッター派
- 新フッタライト大輪キリスト教会 （栃木県）